# Diospyros sakalavarum
Diospyros sakalavarum är en tvåhjärtbladig växtart som beskrevs av Joseph Marie Henry Alfred Perrier de la Bâthie. Diospyros sakalavarum ingår i släktet Diospyros och familjen Ebenaceae. Utöver nominatformen finns också underarten D. s. sakalavarum.